# Universum Bücherei für alle

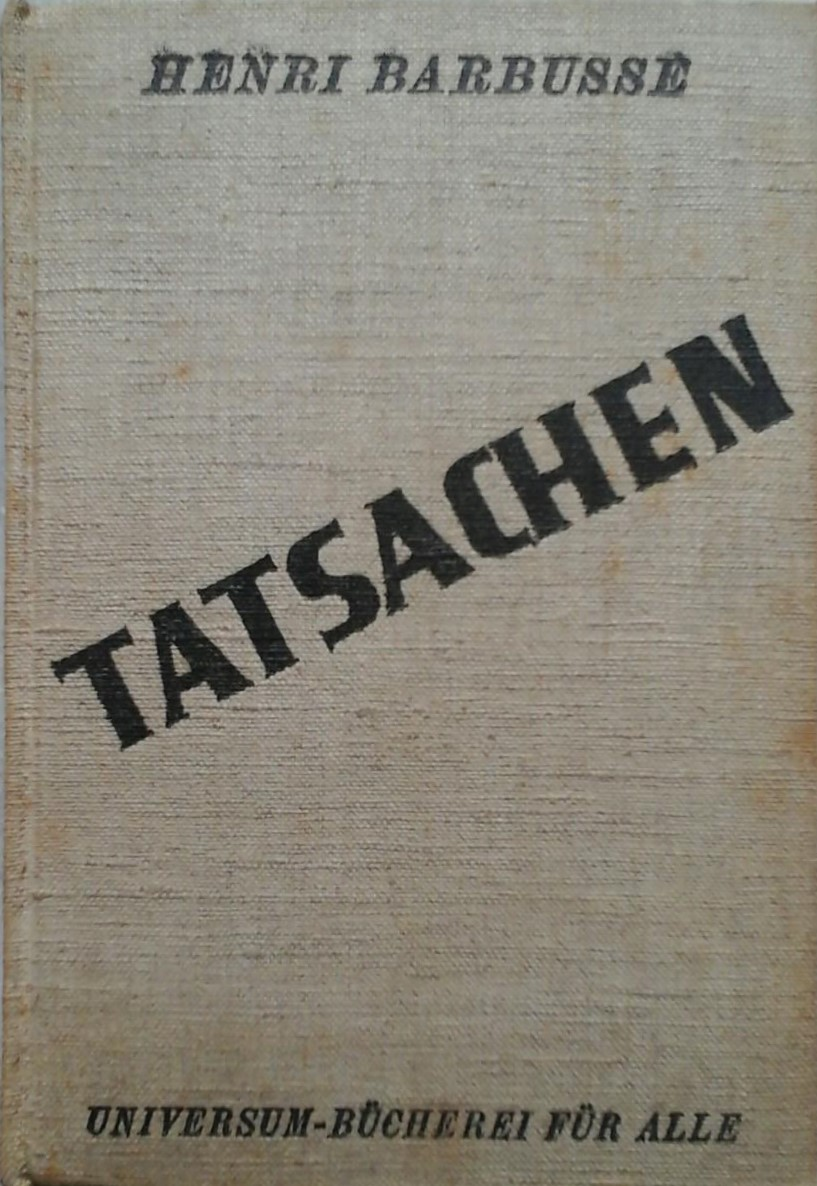
Henri Barbusse: Tatsachen. Mit einer Vorrede von Ernst Toller 1929. Universum-Bücherei Band 42. Einband von Paul Urban

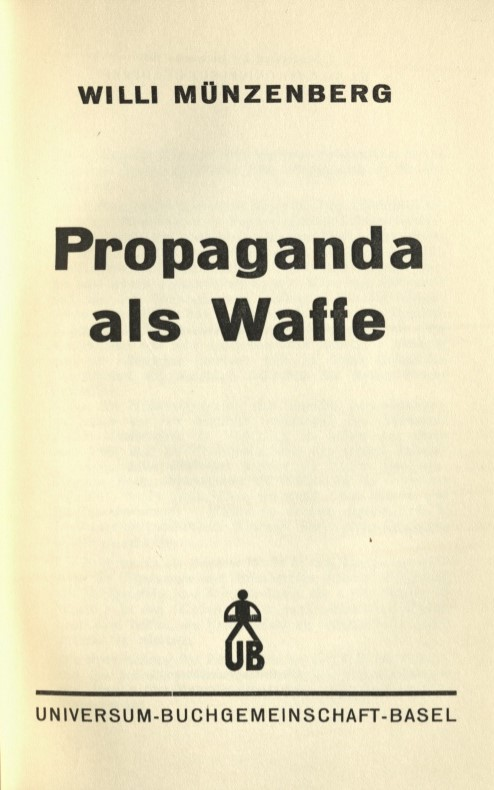
Ener der letzten Ausgaben aus dem Exil in der Schweiz. Band 274. Willi Münzenberg: Propaganda als Waffe, Universum-Buchgemeinschaft, Basel 1937

Die Universum Bücherei für alle GmbH war eine im Oktober 1926 gegründete und im Januar 1927 ins Berliner Handelsregister eingetragene Firma, gewidmet dem Handel mit und der Herstellung von Büchern und Zeitschriften. Sie wählte für sich die Schreibweise „Universum Bücherei für Alle“ sowie das Signet „UB“ und gehörte zu den Unternehmungen von Willi Münzenbergs Internationaler Arbeiterhilfe (IAH). Nach einer Verlagerung in die Schweiz 1933 endeten ihre Aktivitäten 1939.
Zur IAH gehörte schon der Neue Deutsche Verlag (NDV), wo man die herkömmlichen Vertriebsmethoden nicht mehr für zeitgemäß hielt und im linken Segment der florierenden Buchgemeinschaften neben dem Bücherkreis (SPD) und der gewerkschaftlichen Büchergilde Gutenberg mit einer betont kommunistischen Buchgemeinschaft vertreten sein wollte. Dabei sorgte zu Beginn als Verantwortlicher Gerhart Pohl für einen Verzicht auf den klassenkämpferischen Auftritt, sehr zum Verdruss der KPD-Leitung.
Vom NDV kamen Buchblocks, die mit einem neuen Vorsatz- und Titelblatt im Ganzleineneinband mit typisch geradem Rücken zur Auslieferung gelangten. Die Mitgliederzeitschrift Blätter für Alle genügte später als Magazin für Alle in Kupfertiefdruck auch hohen Ansprüchen und wurde dann mit ihrer Auflage von 132.000 Exemplaren auch den Abonnementsstücken von Münzenbergs Tageszeitung Welt am Abend beigelegt. Das System Fremd-Buchblock mit U.-B.-Einband wurde daneben für Ankäufe von Rowohlt oder Kiepenheuer verwendet, für die Zola-Bände griff man auf den K. Wolff Verlag zurück. Der Weg zu den Büchern führte über eine Mitgliedschaft, die ein Eintrittsgeld von 30 Pfennig und einen Monatsbeitrag von 1,10 Reichsmark kostete. Die U.-B.-Werbung regte an, jeden Werktag eine Zigarette weniger zu rauchen und damit 4 Pfennige zu sparen.
„Dann erhältst Du:
1. monatlich ein interessantes, reichhaltiges, modernes Magazin: „Blätter für Alle“ mit vielen Bildern und spannenden Geschichten im Werte von mindestens 30 Pfg.
2. vierteljährlich ein großes Werk der Weltliteratur (gegenwärtig z. B. Maxim Gorki: „Das Werk der Artamonos“), alle in Ganzleinen, auf holzfreiem Papier gedruckt, im Werte von mindestens 6 Mk.“
Im Wesentlichen hielt man sich dabei an die Belletristik, also Roman und Erlebnisbücher, das Jahresprogramm 1931 kündigte zudem die Gründung einer marxistisch-theoretischen Abteilung an. Vorangegangen war eine Veränderung in der Komintern-Politik, mit einer stärkeren Orientierung an Stalins Gangart. Gerhart Pohl musste seinen Posten verlassen, Otto Katz kam, und mit ihm eine Reorganisation mit verbesserter Öffentlichkeitsarbeit.
Die U.-B. wollte „nicht nur Buchverbilligungsorganisation, sondern Kulturorganisation sein“. Der größte Erfolg in diesem Sinne war 1931 das von der U.-B. organisierte „Fest der 20.000“ im Berliner Sportpalast, das auch einen Impuls zur Werbung neuer Mitglieder gab. Deren Anzahl stieg von 5.000 in 1927 auf zirka 25–30.000 in 1932/33 – annähernd der Wert, mit dem eine Buchgemeinschaft rentabel wurde. Neben den Mitgliedern und den Verlagsangestellten gab es einen zwanzig Personen umfassenden literarischen Beirat, mit Albert Einstein, George Grosz, Käthe Kollwitz und anderen bekannten Persönlichkeiten, die einen speziellen Personenkreis besonders ansprachen: den der politisch ungebundenen „Fellow-Travellers“. Mit jenen galt es für die Zahlstellenleiter ins Gespräch zu kommen, Einfluss zu gewinnen und sie oder ihn wenn möglich von der KPD zu überzeugen. Aber man brachte es bei aller Geschäftigkeit und Politisierung fertig, die wachsende Bedrohung durch den Nationalsozialismus durchweg zu übersehen.
Nach 117 Editionen kam mit dem Reichstagsbrand das Aus für die U.-B. in Deutschland. Willi Münzenberg flüchtete nach Paris, mit ihm seine Lebensgefährtin Babette Gross, die Leiterin des NDV gewesen war. An ihr war es nun, an persönlichen Streitereien vorbei, mit der Gründung der Genossenschaft Universum-Bücherei im September 1933 in der Schweiz für ein Fortbestehen zu sorgen. Sie löste sich nach internen Problemen im Mai 1936 auf, das Erbe traten an die linientreue Volksbücherei in der ČSR und die schweizerische Universum-Buchgemeinschaft, Willi Münzenberg verpflichtet, der dem stalinistischen Kurs der Komintern nicht mehr folgte. Im selben Jahr beschloss der Schweizerische Bundesrat „Maßnahmen gegen kommunistische Umtriebe“, die einhergehend mit dem internen Mangel an Professionalität bis 1939 die endgültige Einstellung der Arbeit beförderten.

## Nachweise und Literatur
- Heinz Lorenz: Die Universum-Bücherei. Geschichte und Bibliographie einer proletarischen Buchgemeinschaft. 1926–1939, Verlag Elvira Tasbach, Berlin 1996, ISBN 3-9804849-0-4
- Rolf Surmann: Die Münzenberg-Legende. Zur Publizistik der revolutionären deutschen Arbeiterbewegung 1921–1933, Prometh Verlag, Köln 1982, S. 93–98, ISBN 3-922009-53-0
- Urban van Melis: Die Buchgemeinschaften in der Weimarer Republik: mit einer Fallstudie über die Sozialdemokratische Arbeiterbuchgemeinschaft „Der Bücherkreis“, A. Hiersemann, Stuttgart 2002, ISBN 978-3-7772-0237-2